# Marija Crnobori
Marija Crnobori (Banjole, 1. listopada 1918. – Beograd, 21. listopada 2014.), hrvatska filmska i kazališna glumica Bliska rođakinja Antuna Crnoborija.

## Životopis
Rođena 1918. godine. Kao djevojčica izbjegla je s roditeljima u Kraljevinu SHS, a školovala se za učiteljicu u Istarskom internatu u Zagrebu, te uspješno maturirala u Novom Sadu. Njezin talent zapažen je još u školskim recitacijama, te je s velikim zanimanjem ondašnjeg direktora Zagrebačkog dramskog kazališta, Dubravka Dujšina, počela graditi svoje prve dramske temelje. Novosnovanu Glumačku školu Hrvatskog narodnog kazališta u Zagrebu upisala je 1939. godine, te se odmah istaknula kao jedna od najboljih polaznica, pokazujući savršenstvo izražavanja te sklad mimike i pokreta.
Po završetku te škole, 1942. godine postala je članicom Hrvatskog narodnog kazališta. U prvo vrijeme dobiva manje epizodne uloge no tadašnja ju je kritika brzo prepoznala te postaje velika tragetkinja. U periodu od 1946. do 1947. godine radila u Narodnom kazalištu u Rijeci. Uloge koje su joj otvorile put u nastavak karijere bile su Tofanija u Sorbulovoj tragediji Bolesna krv, Milkana u djelu Majstori od Rače Stojanova, Lujza u Schillerovoj drami Spletka i ljubav te Vivi u djelu B. Shawa Zanat gospođe Vorn. Prekretnica karijere bila je Krležina drama U agoniji, u kojoj je Marija glumila lik Laure, kojom je osvojila riječku publiku. Početkom 1948. godine Marija je preselila u Beograd te postala članom Jugoslavenskog dramskog kazališta. Prva značajnija uloga koju tumači je uloga Sonje u Čehovovoj drami „Ujak Vanja". Za tu joj je ulogu dodijeljena Savezna nagrada za glumu. Uslijedile su brojne uspješne uloge: Sofoklova Antigona iz 1950., te uloga Kandide u istoimenoj drami B. Shawa, zaigrala je u Shakespeareovom Kralju Learu, Hamletu, Machbethu, Snu Ivanjske noći, te Racinovoj Fedri. Od 1952. do 1976. godine svoje je sposobnosti iskazivala na Dubrovačkim ljetnim igrama. Za glavnu ulogu u Goetheovoj drami Iphigenia u Tauridi nagrađena je Oktobarskom nagradom grada Beograda za 1960. godinu, a njezina matična kuća joj je 1974. godine dodijelila Plaketu Jugoslavenskog dramskog kazališta za životno djelo. Mnoge domaće i svjetski poznate uloge odglumila je i u poznatom beogradskom Ateljeu 212. Za poseban dopronos glumi dobila je mnoga priznanja poput Odličja bratstva i jedinstva sa zlatnim vijencem, nagradu Dubrovačkih ljetnih igara Orlando te Dobričin prsten kao znak zahvalnosti Saveza dramskih umjetnika Srbije. Glumila je i izvan granica države, u Argentini (Mar del Plata) te Indiji (New Delhi), a autorica je knjige Svijet glume koju je objavila 1991. godine. Iako je cijeli svoj život posvetila kazališnim daskama, nekoliko je puta nastupila na velikim i malim ekranima. Prva njena filmska uloga bila je u filmu Raduim 1943. godine. Istakla se i u drugim filmovima, a najupečatljiviji su Sofka, Priča o fabrici, Poslednji dan, Nevjera, Tuđa zemlja, Lazar te Krvava košulja. Glumila je i u televizijskim serijama, od kojih je najpoznatija uloga Marije u Crnom snegu. Snagu izraza pokazala je u večeri istarske poezije, Istarska večera u travnju 1947. godine recitirajući stihove Mate Balote, čime je duboko ganula svoje sunarodnjake, a u mnogim gradovima domovine te susjednih zemalja pokazivala je svoj talent recitirajući Balotine pjesme Sipe pive i Dvi daske. Kasnije su joj dodijeljena mnoga priznanja zbog doprinosa očuvanju čakavske poezije, među kojima je bila nagrada Marko Marulić za čakavsku poeziju, te nagrada Mijo Mirković za Dane Mate Balote. U glumačkoj karijeri odigrala je preko trista kazališnih drama, a zbog svog značaja za Istru i istarski narod dobila je počasni nadimak Kći Istre.
Lit.:  Vasilija Kolaković, Marija Crnobori, Beograd 1961.; Marija Crnobori: zbornik, (priredio: Aleksandar Milosavljević), Savez dramskih umetnika Srbije, Beograd 1995.; Lada Čale Feldman, Euridikini osvrti: o rodnim izvedbama u teoriji, folkloru,  književnosti i kazalištu, Zagreb 2001.; Moja Ifigenija (Marija Crnobori), Kolo 2/1999., 177 -197.